# Acatopygia paradoxa
Acatopygia paradoxa är en tvåvingeart som beskrevs av Krober 1912. Acatopygia paradoxa ingår i släktet Acatopygia och familjen stilettflugor. Inga underarter finns listade i Catalogue of Life.